# سوسک کرگدنی پنج‌شاخ
سوسک کرگدنی پنج‌شاخ (نام علمی: Eupatorus gracilicornis) گونه‌ای سوسک کرگدنی است. این گونه دارای چهار شاخ بزرگ در پیش سینه و یک شاخه اضافه بلند بر روی سرش می‌باشد. طول این سوسک ۵۰ تا ۵۹ میلی متر است. لارو سوسک کرگدنی پنج‌شاخ از چوب‌های پوسیده تغذیه می‌کند.